# 근방 필터
일반위상수학에서 근방 필터(近傍filter, 영어: neighbo(u)rhood filter)는 주어진 점의 모든 근방들로 구성된 필터이다. 일반위상수학에서 필터는 점렬과 그물의 일반화로 사용되며, 필터가 주어진 점에 수렴(영어: converge)하는 것은 필터가 주어진 점의 근방 필터를 부분 집합으로 포함하는 것이다.

## 정의
위상 공간 {\displaystyle (X,{\mathcal {T}})}의 부분 집합 {\displaystyle S\subseteq X}의 근방들의 집합
{\displaystyle {\mathcal {N}}_{S}=\uparrow \left({\mathcal {T}}\cap \uparrow S\right)=\{N\subseteq X\colon S\subseteq U\subseteq N,\;U\in {\mathcal {T}}\}}
은 멱집합 {\displaystyle {\mathcal {P}}(X)} 속의 필터를 이루며, 이를 {\displaystyle S}의 근방 필터 또는 근방계(近傍系, 영어: neighbo(u)rhood system) {\displaystyle {\mathcal {N}}_{S}}라고 한다. {\displaystyle X}의 점 {\displaystyle x\in X}의 근방 필터는 한원소 집합 {\displaystyle \{x\}}의 근방 필터를 뜻하며, {\displaystyle {\mathcal {N}}_{x}}로 표기한다.
근방 필터 {\displaystyle {\mathcal {N}}_{x}}의 공시작 집합 (즉, {\displaystyle \uparrow {\mathcal {B}}={\mathcal {N}}_{x}}이 되는 부분 집합 {\displaystyle {\mathcal {B}}\subseteq {\mathcal {N}}_{x}})을 {\displaystyle x}의 국소 기저(局所基底, 영어: local base)라고 한다.

### 필터의 수렴
위상 공간 {\displaystyle X} 위의 필터 {\displaystyle {\mathcal {F}}\subseteq {\mathcal {P}}(X)} 및 점 {\displaystyle x\in X}가 주어졌다고 하자. 만약 {\displaystyle {\mathcal {N}}_{x}\subseteq {\mathcal {F}}}라면, {\displaystyle {\mathcal {F}}}가 {\displaystyle x}로 수렴한다(영어: converge)고 하고,
{\displaystyle {\mathcal {F}}\to x}
로 표기한다. 이 경우, {\displaystyle x}를 {\displaystyle {\mathcal {F}}}의 극한(영어: limit)이라고 한다.
보다 일반적으로, {\displaystyle X} 위의 필터 기저 {\displaystyle {\mathcal {B}}\subseteq {\mathcal {P}}(X)} 및 점 {\displaystyle x\in X}에 대하여, 만약 {\displaystyle {\mathcal {N}}_{x}\subseteq \uparrow {\mathcal {B}}}라면, {\displaystyle {\mathcal {B}}}가 {\displaystyle x}로 수렴한다고 한다.

## 성질
위상 공간 {\displaystyle X} 위의 자명한 필터 {\displaystyle {\mathcal {P}}(X)}는 모든 점에 수렴한다.
위상 공간 {\displaystyle X}의 모든 점 {\displaystyle x\in X}이 가산 집합인 국소 기저를 갖는다면, {\displaystyle X}를 제1 가산 공간이라고 한다.

### 분리 공리
위상 공간 {\displaystyle (X,{\mathcal {T}})}에 대하여 다음 조건들이 서로 동치이다.
- {\displaystyle {\mathcal {P}}(X)} 전체가 아닌, {\displaystyle {\mathcal {P}}(X)} 위의 모든 필터가 수렴하는 점의 수는 1개 이하이다.
- 임의의 두 점 {\displaystyle x,y\in X}에 대하여, {\displaystyle x\neq y}라면, {\displaystyle {\mathcal {N}}_{x}\setminus {\mathcal {N}}_{y}\neq \varnothing }이자 {\displaystyle {\mathcal {N}}_{y}\setminus {\mathcal {N}}_{x}\neq \varnothing }이다.
- 임의의 두 점 {\displaystyle x,y\in X}에 대하여, {\displaystyle x\in U}이자 {\displaystyle y\in V}이며 {\displaystyle U\cap V=\varnothing }인 열린집합 {\displaystyle U,V\in {\mathcal {T}}}가 존재한다.
- 하우스도르프 공간이다.

### 그물과의 관계
임의의 그물이 주어진 점으로 수렴하는지 여부는 이에 대응되는 유도 필터가 그 점으로 수렴하는지 여부와 동치이다. 마찬가지로, 임의의 필터가 주어진 점으로 수렴하는지 여부는 이에 대응되는 그물이 그 점으로 수렴하는지 여부와 동치이다.

## 예
이산 공간 {\displaystyle X}의 점 {\displaystyle x\in X}의 근방 필터는 주 필터 {\displaystyle \uparrow \{x\}}이다. 비이산 공간 {\displaystyle X}의 점 {\displaystyle x\in X}의 근방 필터는 {\displaystyle {\mathcal {N}}_{x}=\{X\}}이다.
거리 공간 {\displaystyle (X,d)}에서, 다음과 같은 집합은 점 {\displaystyle x\in X}의 국소 기저를 이룬다.
{\displaystyle \{\operatorname {ball} (x,1/n)\colon n\in \mathbb {Z} ^{+}\}=\left\{\{y\in X\colon d(x,y)<1/n\}\colon n\in \mathbb {Z} ^{+}\right\}}

## 참고 문헌
- Bartle, R. G. (1955년 10월). “Nets and filters in topology”. 《The American Mathematical Monthly》 (영어) 62 (8): 551–557. doi:10.2307/2307247. JSTOR 2307247. MR 0073153. Zbl 0065.37901.